# Welitschie
Welitschie (bulgarisch Величие, wörtlich „Herrlichkeit“ oder Größe") ist eine 2023 gegründete politische Partei in Bulgarien mit engen Verbindungen zum bulgarischen Geschäftsmann Iwelin Michajlow. Die Partei ist pro-russisch ausgerichtet und verbreitet EU-Feindlichkeit sowie Verschwörungstheorien.

## Geschichte
Die Welitschie-Partei wurde im Sommer 2023 in der Gemeinde Wetrino, bei Warna gegründet, wobei als nomineller Gründer häufig Iwelin Michajlow bezeichnet wird. In einem Interview mit Radio Free Europe erzählte Michajlow, dass die Partei von Einheimischen aus Wetrino als Reaktion auf Pläne zum Bau einer Windenergie-Produktionsstätte in der Gemeinde gegründet wurde, wobei Michajlow bei der Organisation der Parteistrukturen half.
Die Partei war nach den Parlamentswahlen im Juni 2024 mit 13 Mandaten im Parlament vertreten. Bei der vorgezogenen Parlamentswahl im Oktober 2024 scheiterte sie zunächst äußerst knapp an der Sperrklausel. In der ursprünglichen Auszählung im Oktober 2024 scheiterte die Welitschie laut Endergebnis äußerst knapp an der Sperrklausel von vier Prozent. Der Partei fehlten 21 Stimmen, um erneut in die Nationalversammlung einziehen zu können. Nach einer Klage durch Welitschie und Straßenprotesten entschied das Verfassungsgericht Bulgariens jedoch, dass Stimmen neu ausgezählt werden müssen, nachdem bei einer Überprüfung in 2.204 der insgesamt 12.960 Wahllokale zahlreiche Unregelmäßigkeiten aufgedeckt wurden. Infolge der Neuauszählung im März 2025 überschritt der Stimmenanteil Welitschies die Vier-Prozent-Hürde, weshalb die Partei wieder mit 10 Mandaten in das Parlament einziehen konnte.

## Wahlergebnisse
| Jahr | Wahl                        | Stimmenanteil | Sitze  |
| ---- | --------------------------- | ------------- | ------ |
| 2024 | Europawahl 2024             | 4,07 %        | 0/17   |
| 2024 | Parlamentswahl Juni 2024    | 4,52 %        | 13/240 |
| 2024 | Parlamentswahl Oktober 2024 | 4,00 %        | 10/240 |